# Mogneneins
Mogneneins es una comuna francesa del  departamento de Ain, en la región de Auvernia-Ródano-Alpes.

## Demografía
| 399 | 409 | 373 | 442 | 491 | 572 | 632 | 765 |
| Para los censos de 1962 a 1999 la población legal corresponde a la población sin duplicidades (Fuente: INSEE [Consultar]) |     |     |     |     |     |     |     |